# 1904年のスポーツ

## 総合競技大会
- 第3回セントルイスオリンピック（7月1日～11月23日）

| 第3回セントルイスオリンピック | 第3回セントルイスオリンピック | 第3回セントルイスオリンピック | 第3回セントルイスオリンピック | 第3回セントルイスオリンピック | 第3回セントルイスオリンピック |
| 順位                          | 国・地域名                    | 金                            | 銀                            | 銅                            | 計                            |
| ----------------------------- | ----------------------------- | ----------------------------- | ----------------------------- | ----------------------------- | ----------------------------- |
| 1                             | アメリカ                      | 77                            | 81                            | 78                            | 236                           |
| 2                             | ドイツ                        | 4                             | 4                             | 5                             | 13                            |
| 3                             | キューバ                      | 4                             | 2                             | 3                             | 9                             |
| 4                             | カナダ                        | 4                             | 1                             | 1                             | 6                             |
| 5                             | ハンガリー                    | 2                             | 1                             | 1                             | 4                             |
| 6                             | イギリス                      | 1                             | 1                             | 0                             | 2                             |
| 6                             | 混成チーム(ZZX)               | 1                             | 1                             | 0                             | 2                             |
| 8                             | ギリシャ                      | 1                             | 0                             | 1                             | 2                             |
| 8                             | スイス                        | 1                             | 0                             | 1                             | 2                             |
| 10                            | オーストリア                  | 0                             | 0                             | 1                             | 1                             |
|                               |                               | 95                            | 91                            | 91                            | 277                           |

## アイスホッケー
- スタンレー・カップ
1月：優勝：オタワ・シルバーセブン (CAHL)、準優勝：ウィニペグ・ローイングクラブ
2月：優勝：オタワ・シルバーセブン、準優勝：トロント・マールボロズ (OHA)
3月：優勝：オタワ・シルバーセブン、準優勝：モントリオール・ワンダラーズ (FAHL)
3月：優勝：オタワ・シルバーセブン、準優勝：ブランドン・ウィートキングス (MNHL)

## 競馬

### イギリス
英クラシック
- 2000ギニー優勝馬：セントアマント
- 1000ギニー優勝馬：プリティーポリー
- エプソムダービー優勝馬：セントアマント
- オークス優勝馬：プリティーポリー
- セントレジャーステークス優勝馬：プリティーポリー（二冠馬セントアマントを破り、デビュー以来の14連勝でイギリス牝馬三冠達成）

その他主要レース
- ジョッキークラブステークス優勝馬：ロックサンド
- アスコットゴールドカップ優勝馬：スロワウィー
- グッドウッドカップ優勝馬：ソルトピーター
- ドンカスターカップ優勝馬：ロバートルディアブル
- エクリプスステークス優勝馬：ダーレイデイル
- プリンスオブウェールズステークス優勝馬：ライダルヘッド
- チャンピオンステークス:優勝馬：バチェラーバートン
- ケンブリッジシャーステークス優勝馬：ハックラーズプライド
- グランドナショナル優勝馬：モイファー

リーディングサイアー
- チャンピオンサイアー - ガリニュール
- チャンピオンブルードメアサイアー - セントサイモン

## ゴルフ

### 世界4大大会（男子）
- 全米オープン優勝者：ウィリー・アンダーソン（アメリカ）
- 全英オープン優勝者：ジャック・ホワイト（イギリス）

## サッカー
- 5月21日 - 国際サッカー連盟発足

## 自転車競技

### ロードレース
- 第2回ツール・ド・フランス
総合優勝：アンリ・コルネ（フランス）

## テニス

### グランドスラム
- 全仏選手権　男子単優勝：マックス・デキュジス（フランス）、女子単優勝：ケイト・ギロー（フランス）
- ウィンブルドン　男子単優勝：ローレンス・ドハティー（イギリス）、女子単優勝：ドロテア・ダグラス（イギリス）
- 全米選手権　男子単優勝：ホルコム・ウォード（アメリカ）、女子単優勝：メイ・サットン（アメリカ）

全豪選手権は1905年に第1回大会が始まったため、1904年以前の記録はない。

### セントルイスオリンピック
- 男子シングルス　金：ビールズ・ライト（アメリカ）、銀：ロバート・ルロイ（アメリカ）、銅：アロンゾ・ベル（アメリカ）／エドガー・レナード（アメリカ）
- 女子シングルス　開催なし
- 男子ダブルス　金：ビールズ・ライト＆エドガー・レナード（アメリカ）、銀：アロンゾ・ベル＆ロバート・ルロイ（アメリカ）、銅：ジョセフ・ウェア＆アレン・ウェスト（アメリカ）／クラレンス・ギャンブル＆アーサー・ウェア（アメリカ）
- 混合ダブルス　開催なし

男子シングルス・男子ダブルスの2部門のみ開催。準決勝敗退選手（ペア）による銅メダル決定戦は行わず、両方に銅メダルを授与した。

## 野球

### アメリカ大リーグ
- ワールドシリーズ - ニューヨーク・ジャイアンツ側が対戦を拒否したため中止
- アメリカンリーグ優勝：ボストン・アメリカンズ
- ナショナルリーグ優勝：ニューヨーク・ジャイアンツ

## 誕生
- 2月15日 - アントナン・マーニュ（フランス、自転車競技、+1983年）
- 2月15日 - 三浦敬三（青森県、アルペンスキー、+2006年）
- 2月24日 - ジョルジオ・デ・ステファーニ（イタリア、テニス、+1992年）
- 2月27日 - アンドレ・ルデュック（フランス、自転車競技、+1980年）
- 3月7日 - イバール・バラングルート（ノルウェー、スピードスケート、+1969年）
- 5月24日 - 南部忠平（北海道、陸上競技、+1997年）
- 6月2日 - ジョニー・ワイズミュラー（アメリカ、水泳、+1984年）
- 7月2日 - ルネ・ラコステ（フランス、テニス、+1996年）
- 9月13日 - 永沢富士雄（北海道、野球、+1985年）
- 10月7日 - チャック・クライン（アメリカ、野球、+1958年）
- 10月31日 - ルドルフ・プルケルト（チェコスロバキア、ノルディックスキー、+1985年）
- 12月17日 - 横沢三郎（旧台湾、野球、+1995年）
- 12月20日 - 藤本定義（愛媛県、野球、+1981年）

## 死去
- 5月10日 - ヘンリー・モートン・スタンリー（アメリカ、探検家、*1841年）
- 8月12日 - ウィリアム・レンショー（イギリス、テニス、*1861年）